# درگیری‌های نوامبر ۲۰۱۹ غزه و اسرائیل
درگیری‌های نوامبر ۲۰۱۹ غزه و اسرائیل (انگلیسی: November 2019 Gaza–Israel clashes) پس از ترور هدفمند بهاء ابوالعطا، فرمانده ارشد جهاد اسلامی فلسطین در نوار غزه و تلاش برای ترور اکرم العجوری، فرمانده ارشد جهاد اسلامی فلسطین در دمشق، سوریه توسط ارتش اسرائیل، درگیری بین نیروهای دفاعی اسرائیل و جهاد اسلامی فلسطین رخ داد.
جهاد اسلامی فلسطین با شلیک موشک به اسرائیل، از جمله موشک‌های دوربرد که به سمت تل آویو شلیک شدند، به این حمله پاسخ داد و منجر به زخمی شدن چندین غیرنظامی شد. در پاسخ به این شلیک موشک، اسرائیل حملات هوایی و توپخانه‌ای را در نوار غزه انجام داد که منجر به کشته و زخمی شدن چندین شبه‌نظامی و همچنین غیرنظامیان شد.
پس از ۴۸ ساعت درگیری، آتش‌بس برقرار شد، هرچند برخی از شبه‌نظامیان فلسطینی آن را نقض کردند.